# Bascha

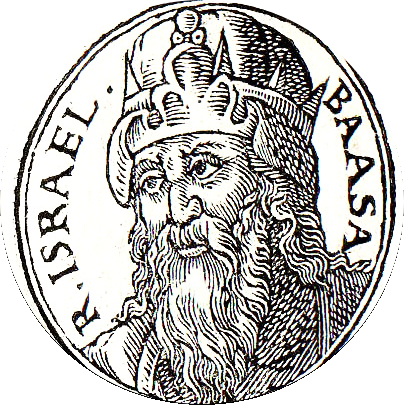
Bascha aus „Promptuarii Iconum Insigniorum“

Bascha († 877) war der dritte König von Israel. Seine Regierungszeit ist nicht eindeutig datiert. Albright setzte sie zwischen 900 und 877 v. Chr. an, während Thiele sie mit 909/908 bis 886/885 bestimmt.

## Etymologie
Der hebräische Personenname בַּעְשָׁא ba‘šā’ „Bascha“ ist in seiner Bedeutung nicht eindeutig. Möglich ist die Annahme, dass es sich bei ihm um eine rudimentäre Vollform des (außerbiblisch belegten) Namens B‘lšm‘ handelt. Dieser ist ein Verbalsatzname, bestehend aus dem Subjekt (und theophoren Element) בַּעַל ba’al „Baal“ und einem Prädikat von der Verbwurzel שׁמע šm‘, deutsch ‚hören‘ und lässt sich mit „Baal hat gehört“ übersetzen. Der Name Bascha ist durch Kürzung sowohl des Subjektes als auch des Prädikates aus diesem Namen hervorgegangen. Der Buchstabe Aleph (vokalisiert als ā) am Schluss des Namens ist eine hypochoristische Endung, wie sie häufig bei gekürzten Namensformen auftritt. Daneben ist auch eine Verkürzung aus בַּעַל שָׁמַיִם ba‘al šāmajim, deutsch ‚Baal des Himmels‘ möglich. Die Septuaginta gibt den Namen als Βαασα Baasa wieder, die Vulgata als Baasa.

## Biblische Erzählung
Bascha kam durch die Ermordung seines Vorgängers Nadab und der gesamten Familie von Nadabs Vater Jerobeam I. an die Macht. Während seiner 23-jährigen Herrschaft verbündete er Israel mit Syrien und versuchte, dem südlichen Königreich Juda die Handelswege abzuschneiden, indem er die Stadt Rama zur Festung ausbaute. König Asa von Juda bestach daraufhin König Ben-Hadad I. von Aram (Damaskus), die Seiten zu wechseln und gemeinsam Israel anzugreifen. Das Ergebnis dieses Krieges waren große Verluste der Stammesgebiete von Dan und Naftali nordwestlich des Sees Genezareth. Bascha musste sich aus Rama zurückziehen.
Obwohl Bascha bis zu seinem Lebensende an der Macht blieb, war seine Herrschaft nicht ohne Gegner. Der Prophet Jehu sagte die Zerstörung von Baschas Dynastie voraus, die dann mit der Ermordung seines Sohns Ela eintrat.
Die Geschichte Baschas ist erzählt im 1. Buch der Könige (1 Kön 15,16  – 16,7 ).